# Leucoptera parinaricola
Leucoptera parinaricola là một loài bướm đêm thuộc họ Lyonetiidae. Nó được tìm thấy ở Nam Phi.
Ấu trùng ăn Parinari capensis.